# Тупорылый арлекин
Тупорылый арлекин (лат. Oxymonacanthus halli) — вид морских лучепёрых рыб семейства единороговых отряда иглобрюхообразных.

## Описание
Общая длина тела до 7,6 см. Окраска изумрудно-зелёная с многочисленными небольшими жёлто-оранжевыми пятнами, густо расположенными по всему телу. На хвостовом плавнике поперечная прикраевая чёрная полоса. Рыло, заканчивающееся крошечным ртом, вытянутое, однако более короткое, чем у близкородственного вида O. longirostris. 

## Ареал и места обитания
Эндемик Красного моря. Обитает на коралловых рифах. Питается венчиками коралловых полипов рода Acropora, которые откусывает специально приспособленными направленными вперед мелкими резцевидными зубами.